# Sugilit
Sugilit – minerał z gromady krzemianów; krzemian pierścieniowy. Należy do grupy minerałów wyjątkowo rzadkich, słabo znanych.
Nazwa pochodzi od odkrywcy minerału – japońskiego petrografa Ken-ichi Sugiego (1901–1948).

## Właściwości
Kryształy tworzy bardzo rzadko, najczęściej o pokroju słupkowym lub tabliczkowym. Występuje w skupieniach zbitych i drobnoziarnistych, igiełkowych i promienistych. Jest przeświecający, okazy gemmologiczne są najczęściej fioletowe, fioletowoczerwone do purpurowoczerwonych.
Współczynniki załamania światła: 1,607-1,610
Dwójłomność: 0,001-0,006 (zwykle 0,003)
Dyspersja: brak

## Występowanie
Występuje w sjenitach egirynowych (Japonia), w skałach metamorficznych.
Miejsca występowania:
- Argentyna
- Australia – okolice miast Tamworth i Grenfell (Nowa Południowa Walia)[2]
- Indie – stan Madhya Pradesh[2]
- Japonia – wyspy Sikoku i Iwagi[2] (tworzy tam drobnoziarniste, żółtobrązowe masy)
- Kanada – Mont-Saint-Hilaire (Quebec)[2]
- Namibia
- Południowa Afryka – okolice miast Hotazel, Kathu i Kuruman (Prowincja Przylądkowa Północna)[2] (w okolicach Kurumanu występują okazy jubilerskie o znaczeniu gemmologicznym określane nazwą royal azel)
- Tadżykistan – Góry Ałajskie
- Włochy: okolice miast Borghetto di Vara (Liguria) i Vagli Sotto (Toskania)[2]

## Zastosowanie
- kolekcjonerstwo,
- do wyrobu drobnej galanterii ozdobnej,
- do wyrobu biżuterii (ciekawie zabarwione okazy); okazy nieprzezroczyste szlifuje się w kaboszony, płytki, paciorki; okazy przezroczyste szlifuje się w fasetki.